# بيير لابلاس
بيير سيمون دو لابلاس ولد يوم 23 مارس 1749 ببلدية بومونت-أون-أوج، إقليم كالفادوس، منطقة النورمندي، وتوفي في 5 مارس 1827 بباريس.
هو مهندس وعالم رياضيات وعالم إحصاء وفيزيائي وعالم فلك فرنسي. لأعماله حول تطوّر الرياضيات الفلكيّة فضل يستحقّ الثناء. لخّصَ ووسّعَ أعمال سابقيه في هذا المجال في مؤلّفه المكوّن من خمسة مجلّدات (ميكانيكا الأجرام السماوية (بالفرنسية: Mécanique Céleste)‏ (1799-1825)، هذا العمل الجوهري حوّلَ دراسة الهندسة من الطريقة التقليديّة إلى طريقة تعتمد على التفاضل والتكامل، فاتحاً المجال أمام المزيد من التحدّي.
أنشأ معادلة لابلاس، وابتكرَ تحويل لابلاس والذي يُستخدم الآن في كثير من مجالات الرياضيات والفيزياء والهندسة. معامل لابلاس التفاضلي، والذي يستخدم بشكل واسع في الرياضيات التطبيقية، سمّيَ أيضاً كذلك نسبةً إليه.
بدأ بتطوير الفرضية السديمية في نشأة النظام الشمسي وكان أحد الأوائل الذين افترضوا وجود الثقوب السوداء وفكرة الانهيار الجاذبي.
يصنّف لابلاس كأحد أعظم العلماء على الإطلاق، يُطلق عليه أحيانا نيوتن فرنسا، وذلك لتملكه لحسّ رياضي عظيم لم يجاريه فيه أحد من معاصريه.
حصل على لقب الـ (كونت) للإمبراطورية الفرنسية الأولى عام 1806، وتمّ منحه لقب (مركيز) عام 1817.

## نشأته وحياته
يعود أصله إلى عائلة نورمانية نبيلة. في سنة 1765 بدء الدراسة في كاين وفي سنة 1771 بدء التدريس في الأكاديمية العسكرية في باريس وقد كان من مدرسي نابليون بونابرت. سنة 1773 أصبح لابلاس عضوا في أكاديمية باريس. تزوج ماري شارلوت دي كورتي دي روماني. في 1799 أصبح وزيرا للداخلية. في سنة 1796 أصدر أهم كتاب له بعنوان (Exposition du Système du Monde) وتعني : نظام العرض في العالم. في مجلداته الخمسة (Mécanique céleste) وتعني : ميكانيكا الأجسام السماوية، اهتم لابلاس بميكانيكا الأجسام الفلكية وطور نظرية حول نشأة المنظومة الشمسية.

### حياته السياسية
جمهوري معاد للدكتاتورية، غيّر لابلاس ولاءه السياسي ليتحالف مع الحكومة القنصلية التي قامت بعد انقلاب 18 برومير من السنة الثامنة (9 نوفمبر 1799) بقيادة نابليون بونابرت.
بعد ثلاثة أيام من الانقلاب، تلقى لابلاس إخطاراً بتعيينه وزيرا للداخلية، ليضطلع بشؤون المقاطعات الفرنسية، إضافة إلى شؤون التعليم، النقل، التجارة، الصناعة والصحة. خسر لابلاس منصبه لصالح لوتشيانو بونابرت بعد ستة أسابيع فقط.

## التحليل والاحتمال والاستقرار الفلكي
بدأت أعمال لابلاس المنشورة الأولى عام 1771 مع المعادلات التفاضلية والفروق الحدية لكنه كان قد بدأ بالتفكير حول المبادئ الرياضية والفلسفية للاحتمال والإحصاء. على أي حال، قبل انتخابه لعضوية الأكاديمية عام 1773، أعدّ رسالتين بحثيتين أسستا سمعته. نُشرت الأولى عام 1774، تحت عنوان رسالة بحثية حول احتمالية مسببات الأحداث بينما وسعت الورقة الثانية، نُشرت عام 1776، تفكيره الإحصائي وكانت أيضًا بداية عمله المنهجي على الميكانيكا السماوية واستقرار النظام الشمسي. ظل الفرعان مترابطين في فكره. «أخذ لابلاس نظرية الاحتمال كأداة لإصلاح العيوب في المعرفة».

### استقرار النظام الشمسي
كان السير اسحاق نيوتن قد نشر كتابه الأصول الرياضية للفلسفة الطبيعية عام 1687 الذي قدم فيه اشتقاقًا لقوانين كيبلر، التي تصف حركة الكواكب، من قوانينه الخاصة بالحركة وقانون التجاذب الكوني. على أي حال، رغم تطوير نيوتن لطرق حساب التفاضل والتكامل بشكل خاص، إلا أن كل أعماله المنشورة استخدمت التحليل المنطقي الهندسي المعقد، غير المناسب لتفسير الآثار العليا للتفاعل بين الكواكب. كان نيوتن بذاته قد شكك في إمكانية حل رياضي للحالة بأكملها، حتى أنه كان لا بد من استنتاج وجود ما اعتبره تدخلًا إلهيًا دوري لضمان استقرار النظام الشمسي. كان الاستغناء عن نظرية التدخل الإلهي نشاط رئيسي في حياة لابلاس العلمية. عمومًا، تُعتبر طرق لابلاس اليوم لوحدها، رغم حيويتها لتطوير النظرية، غير دقيقة بشكل كاف لتأكيد استقرار النظام الشمسي، وبالفعل، يُفهم النظام الشمسي على أنه فوضوي، وإن كان مستقرًا إلى حد ما.
كان هناك مشكلة واحدة معينة تخص علم الفلك الرصدي وهي غير الاستقرار الواضح الذي ظهر بموجبه أن مدار المشتري ينكمش بينما مدار زحل يتوسع. حاول ليونهارد أويلر عام 1748 وجوزيف لويس لاغرانج عام 1763 معالجة المشكلة، لكن دون نجاح. في عام 1776، نشر لابلاس رسالة بحثية بحث فيها لأول مرة التأثيرات المحتملة لأثير مضيء مزعوم أو لقانون جاذبية لم تتصرف لحظيًا. عاد في النهاية للمساهمة الفكرية في الجاذبية النيوتونية. قدم أويلر ولاغرانج تقريبًا عمليًا وذلك بتجاهل الحدود الصغيرة في معادلات الحركة. لاحظ لابلاس أنه وإن كانت الحدود بحد ذاتها صغيرة، إلا أنها قد تصبح مهمة حين مكاملتها مع الزمن. نفذ لابلاس تحليله على الحدود من المرتبة العليا، حتى التكعيب. استنتج لابلاس، باستخدام هذا التحليل الدقيق، أنه يجب على أي كوكبين أن يكونا في توازن متبادل مع الشمس وبدأ بهذا عمله على استقرار النظام الشمسي. وصف جيرالد جيمس ويترو هذا الإنجاز بأنه «التقدم الأهم في الفيزياء الفلكية منذ نيوتن».
امتلك لابلاس معرفة واسعة بكل العلوم وهيمن على جميع المناقشات في الأكاديمية. يبدو أن لابلاس قد اعتبر التحليل مجرد وسيلة لمعالجة المسائل الفيزيائية، إلا أن القدرة التي اخترع من خلالها التحليل اللازم، تكاد تكون استثنائية. لم يواجه الكثير من المشاكل في شرح الخطوات التي توصل من خلالها إلى نتائجه النتائج التي لطالما كانت صحيحة؛ لم يأخذ الجمال الرياضياتي أو التناظر بعين الاعتبار في عملياته أبدًا، وكان كافيًا بالنسبة له التمكن من حل المسألة التي يناقشها بأي وسيلة.

## وفاته
توفي لابلاس في الخامس من آذار- مارس سنة 1827، والذي يصادف يوم وفاة ألساندرو فولتا. بُعيد وفاته، قام طبيبه فرانسوا ماجنديه بإزالة دماغه، وتم الاحتفاظ به لعدة سنوات. أُفيد بأن دماغه كان أصغر من متوسط الدماغ العادي.
دُفن لابلاس في مقبرة بير لاشاز في باريس. لينقل رفاته سنة 1888 إلى سان-جوليان-دو-مايوك، حيث دُفن لابلاس على مرج تعود ملكيته للعائلة غير بعيد عن كنيسة البلدة. ضريح لابلاس بُني على نمط العمارة اليونانية القديمة، وهو مستوحى من المعابد الإغريقية الرومانية.

## تكريمه
- الكويكب 4628 لابلاس سمي على إسمه.
- لابلاس هو واحد من ال72 شخص المنقوشة أسمائهم على برج إيفل.

## روابط خارجية
- بيير لابلاس على موقع الموسوعة البريطانية (الإنجليزية)
- بيير لابلاس على موقع إن إن دي بي (الإنجليزية)